# Wilhelm Riphahn
Wilhelm Riphahn, auch Riphan, (* 25. Juli 1889 in Köln; † 27. Dezember 1963 ebenda) war ein deutscher Architekt.

## Leben
Wilhelm Riphahn wurde geboren als Sohn des Bauunternehmers Gottfried Riphahn und seiner Frau Maria Wilhelmine, einer Schwester des Bauunternehmers Peter Gärtner. Er besuchte zunächst die Baugewerkschule Köln, daran anschließend als Hospitant (Gasthörer) die Technische Hochschule München, die Technische Hochschule Dresden und die Technische Hochschule (Berlin-)Charlottenburg – zu seinen Lehrern zählten Theodor Fischer, Carl Hocheder, Martin Dülfer und Cornelius Gurlitt.
Er arbeitete zunächst im Siemens-Baubüro in Berlin und 1912 im Büro Gebrüder Taut & Hoffmann (Bruno Taut, Max Taut und Franz Hoffmann) in Berlin, außerdem war er zeitweise Mitarbeiter im Büro von Otho Orlando Kurz in München und beim Stadtbaurat Hans Erlwein in Dresden. Ab 1913 war Wilhelm Riphahn als selbstständiger Architekt in Köln tätig. Während des Ersten Weltkriegs und von 1925 bis 1931 arbeitete er mit dem Architekten Caspar Maria Grod zusammen. Beide errichteten 1931 in nur fünfmonatiger Bauzeit mit dem UFA-Palast eines der spektakulärsten Bauwerke jener Zeit in Köln. Mit einer Sitzplatzkapazität von 3.000 war er das größte Kino in Westdeutschland. Nach 1945 waren die Architekten Hanns Menne, Benvenuto Bausch und Wolfgang Schmidtlein wichtige Mitarbeiter. Zwischen 1945 und 1948 war er Berater für den Wiederaufbau der Stadt Köln. In den 40er und 50er Jahren gab er der Stadtentwicklung Kölns wesentliche Impulse, indem er der Ost-West-Achse (Hahnenstraße zwischen Rudolfplatz und Neumarkt) ein stadtverträgliches Maß und eine luftige Architektur gab und auf dem Offenbachplatz mit dem Bau der Oper, der Opernterrassen, des Schauspielhauses und des gegenüberliegenden Geschäftshauses eines der wenigen gelungenen und großzügigen Ensembles des Kölner Wiederaufbaus schuf.

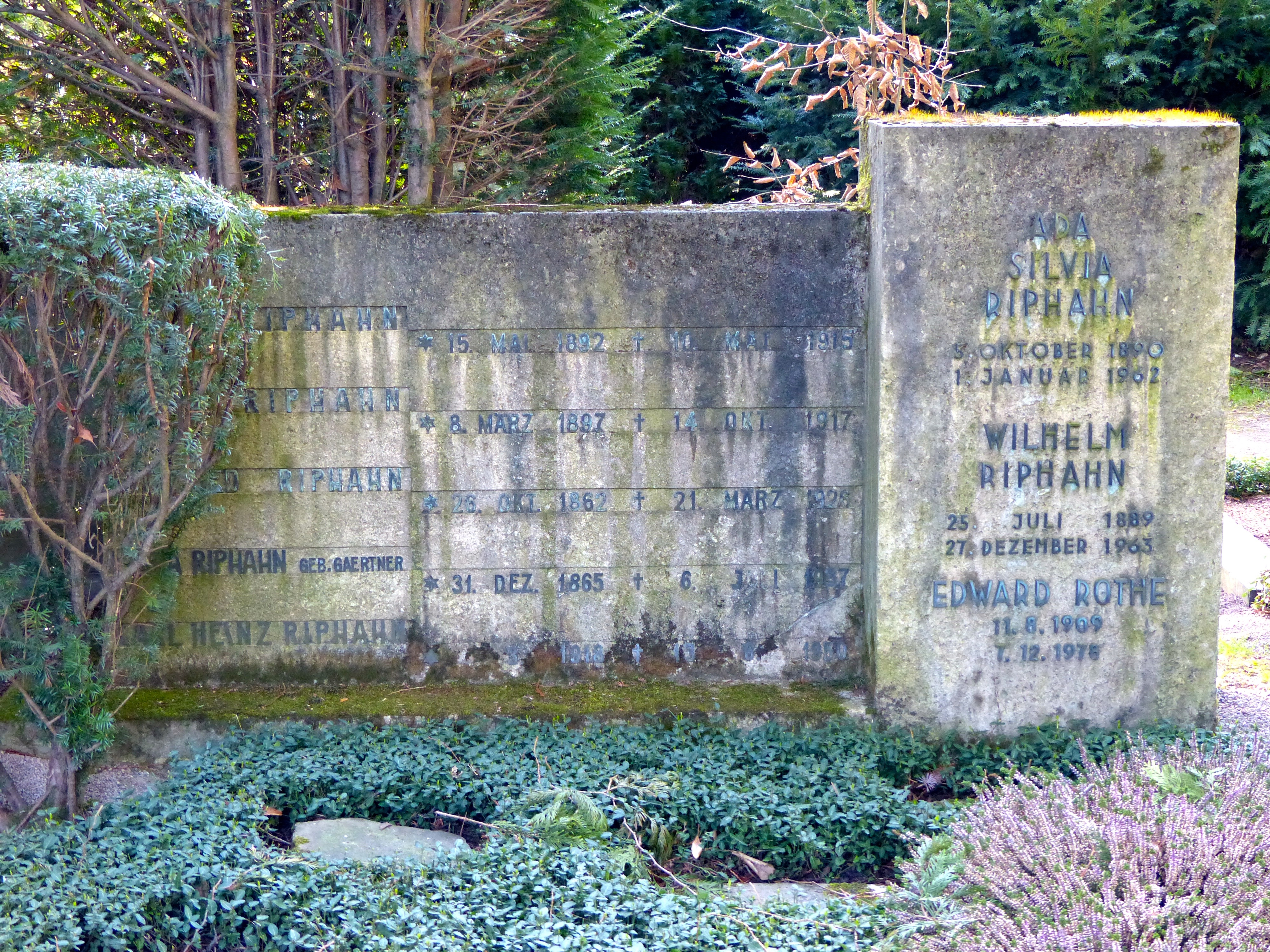
Grabstätte auf dem Melaten-Friedhof

1950 erhielt Riphahn die Ehrendoktorwürde (Dr.-Ing. E. h.) der Technischen Hochschule Braunschweig und 1953 den Großen Kunstpreis des Landes Nordrhein-Westfalen. 1955 wurde er zum ordentlichen Mitglied der Akademie der Künste in Berlin berufen.
Sein Grab befindet sich auf dem Kölner Melaten-Friedhof. Seine Tochter Marlene Riphahn (1922–2004) wurde Schauspielerin.

## Werk
Die Vielzahl und architektonische Bedeutung seiner Werke machte ihn zu einem der wichtigsten Architekten der Stadt Köln:

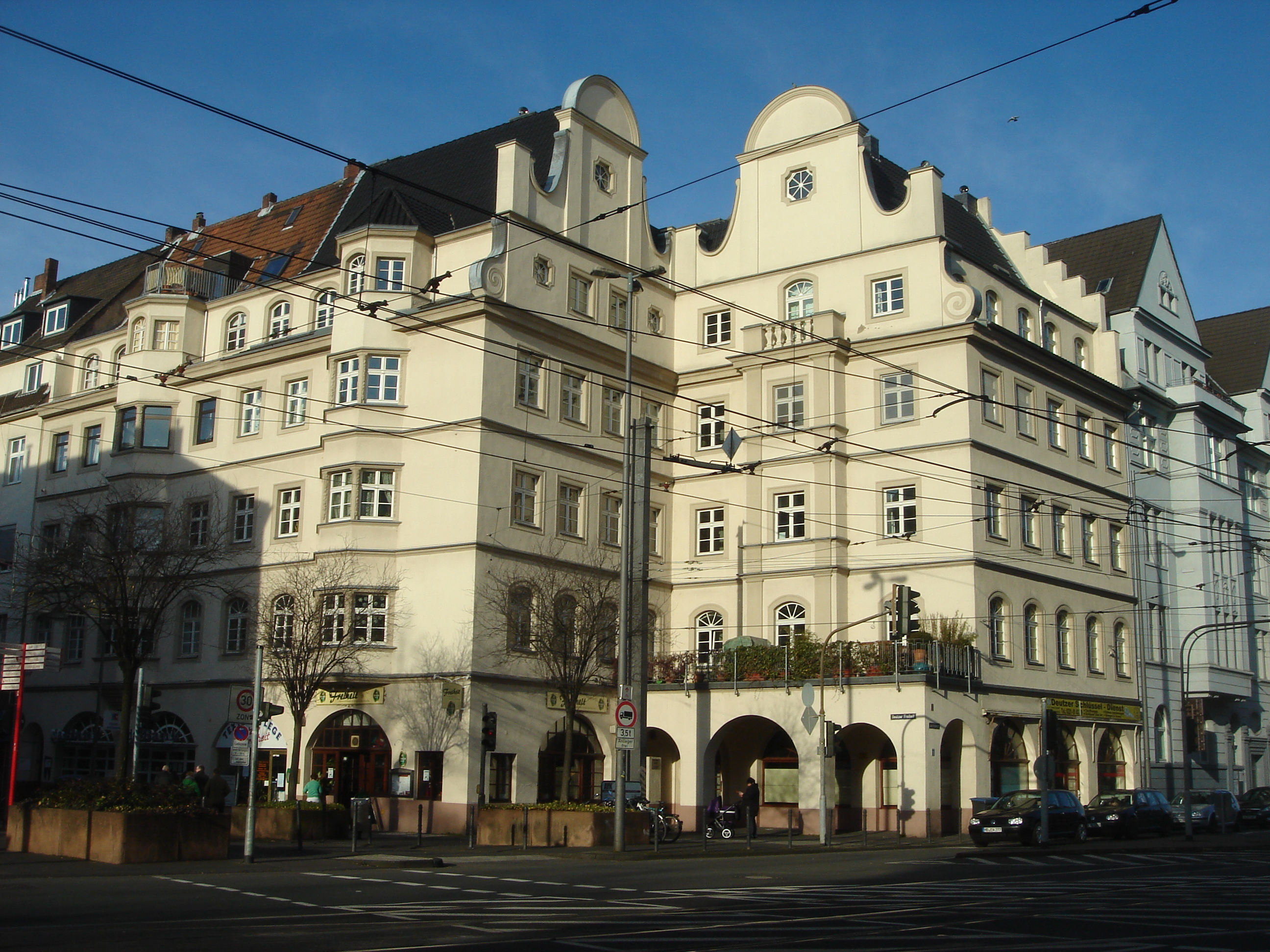
Deutzer Freiheit Entreé, Frühwerk.

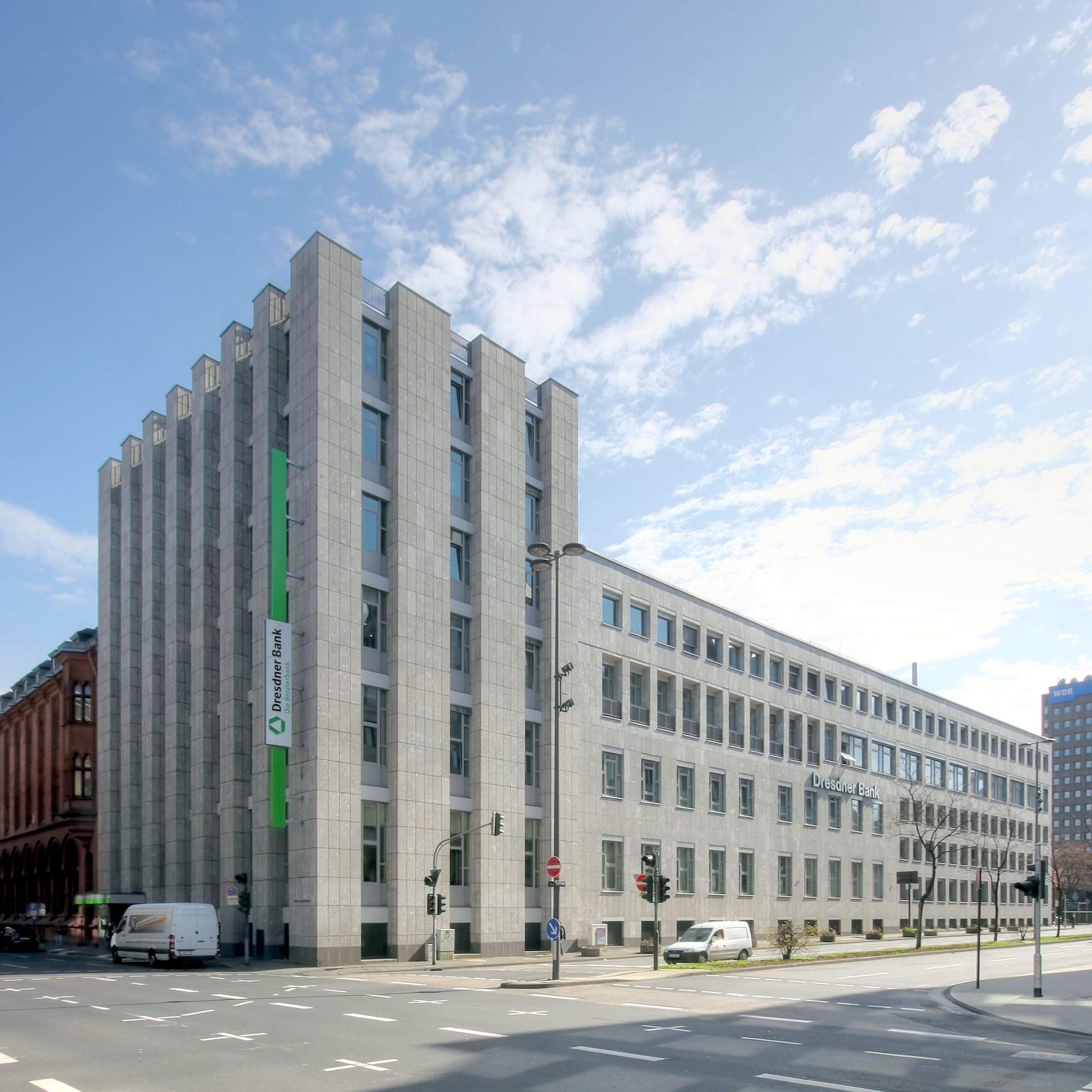
Dresdner Bank Köln – Unter Sachsenhausen

- 1914: Wohnhaus „Justinianstraße 1“ in Köln-Deutz, Deutzer Freiheit Entreé, Frühwerk[2]
- 1919/21: Beamtenkolonie für die Fa. Meirowsky & Co, Vorgängerin der Dielektra Köln-Porz
- 1920/21: Wohnanlage am Nordfriedhof Köln-Mauenheim (Abgerissen 2014/15 und durch Neubauten ersetzt[3])
- 1922–1924: Wohnanlage „Grüner Hof“ in Köln-Mauenheim (Erweiterung der vorgenannten Wohnsiedlung)

- 1922–1938(?): GAG-Wohnsiedlung „Bickendorf II“ in Köln (Farbgestaltung u. a. von Heinrich Hoerle)
- 1924: Restaurant „Bastei“ in Köln (Wiederaufbau durch Riphahn 1958)[4]
- 1927–1930: „Siedlung Zollstock“ in Köln-Zollstock
- 1927–1932: Siedlung Kalkerfeld in Köln, heutiges Köln-Buchforst; „Weiße Stadt“ und „Blauer Hof“[5]
- 1927–1929: Baugruppen 4 und 14 der Siedlung Dammerstock in Karlsruhe
- 1930: Büro- und Geschäftshaus „Indanthren-Haus“ in Köln
- 1930–1931: katholische Pfarrkirche St. Petrus Canisius in Köln-Buchforst
- 1931: UFA-Palast, Hohenzollernring 22–24, Köln[6]
- 1934: zehn Häuser am heutigen Gustav-Heinemann-Ufer in Köln
- 1942: Kölner Hochbunker am Breslauer Platz[7]
- 1947–1949: Wohn- und Geschäftsbauten in der Hahnenstraße in Köln
- 1948: Sartory-Säle in der Friesenstraße in Köln
- 1950 Atelierhaus für Gerhard Marcks, Köln-Müngersdorf Bauherr und Eigentümer Stadt Köln
- 1950: Britisches Kulturinstitut British Council, später genannt „Die Brücke“, nach dessen Schließung Ende der 1990er Jahre seit 2002 Sitz des Kölnischen Kunstvereins Hahnenstraße 6, Köln[8]
- 1951: Wohnhaus für Josef Haubrich, Köln-Müngersdorf[9]
- 1950–1952: Concordia-Haus, Börsenplatz 1, Köln (mit Paul Doetsch)[10]
- 1952–1953: Verwaltungsgebäude der Provinzial Feuer- und Lebensversicherungsanstalten in Düsseldorf (mit Eugen Blanck und Hans Schwippert)
- 1953: Institut Français in Köln (Sachsenring 77)
- 1954–1957: Oper Köln
- 1958–1961: Dresdner Bank Köln (1. Bauabschnitt: Komödienstraße 1958–1960, 2. Bauabschnitt: Turmbau Unter Sachsenhausen 1960–1961)[11]
- 1959: Wirtschafts- und Sozialwissenschaftliche Fakultät der Universität zu Köln
- 1959–1962: Schauspielhaus Köln[12]

## Bildergalerie

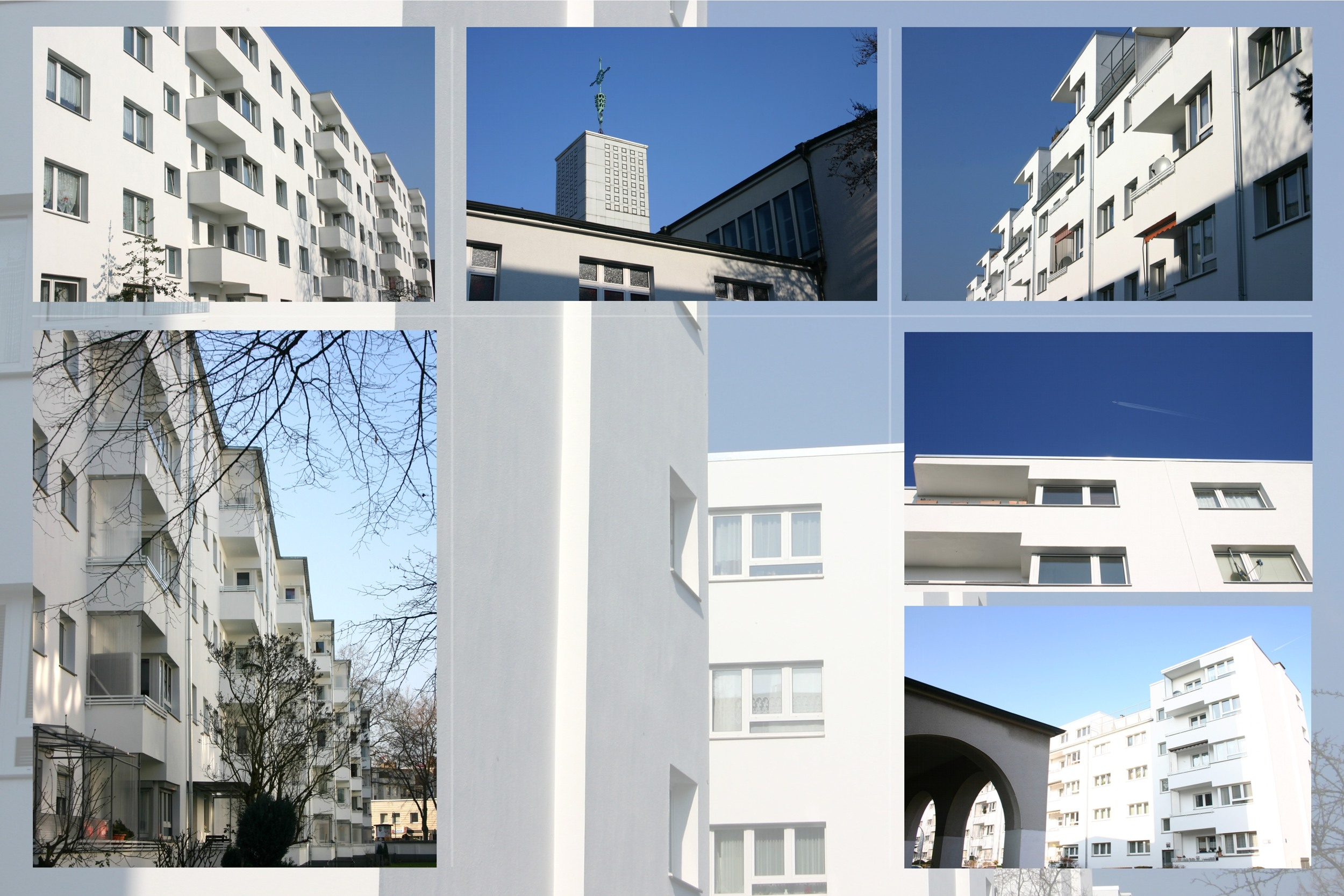
„Weiße Stadt“ in Köln-Buchforst, erbaut 1929–1932
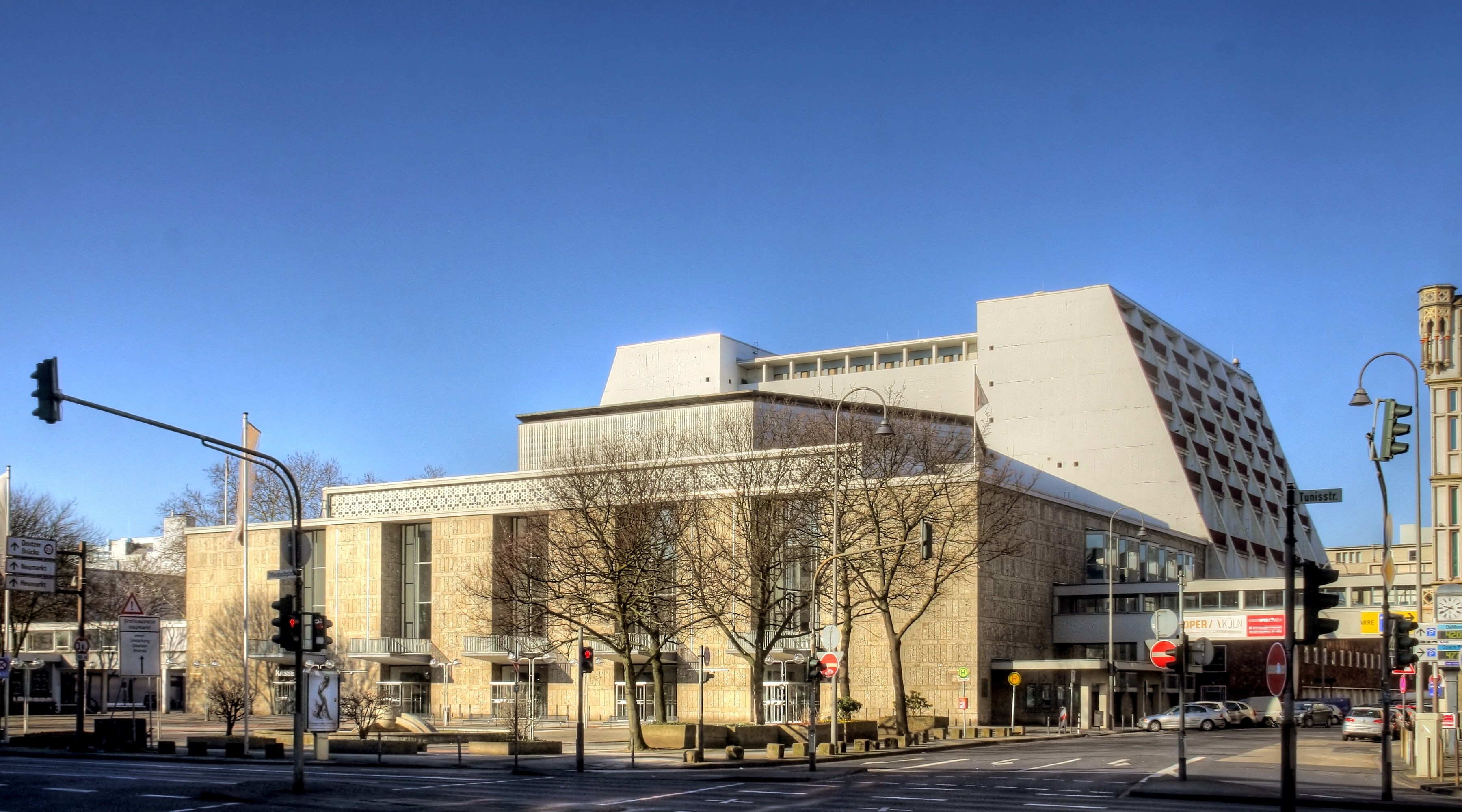
Kölner Opernhaus
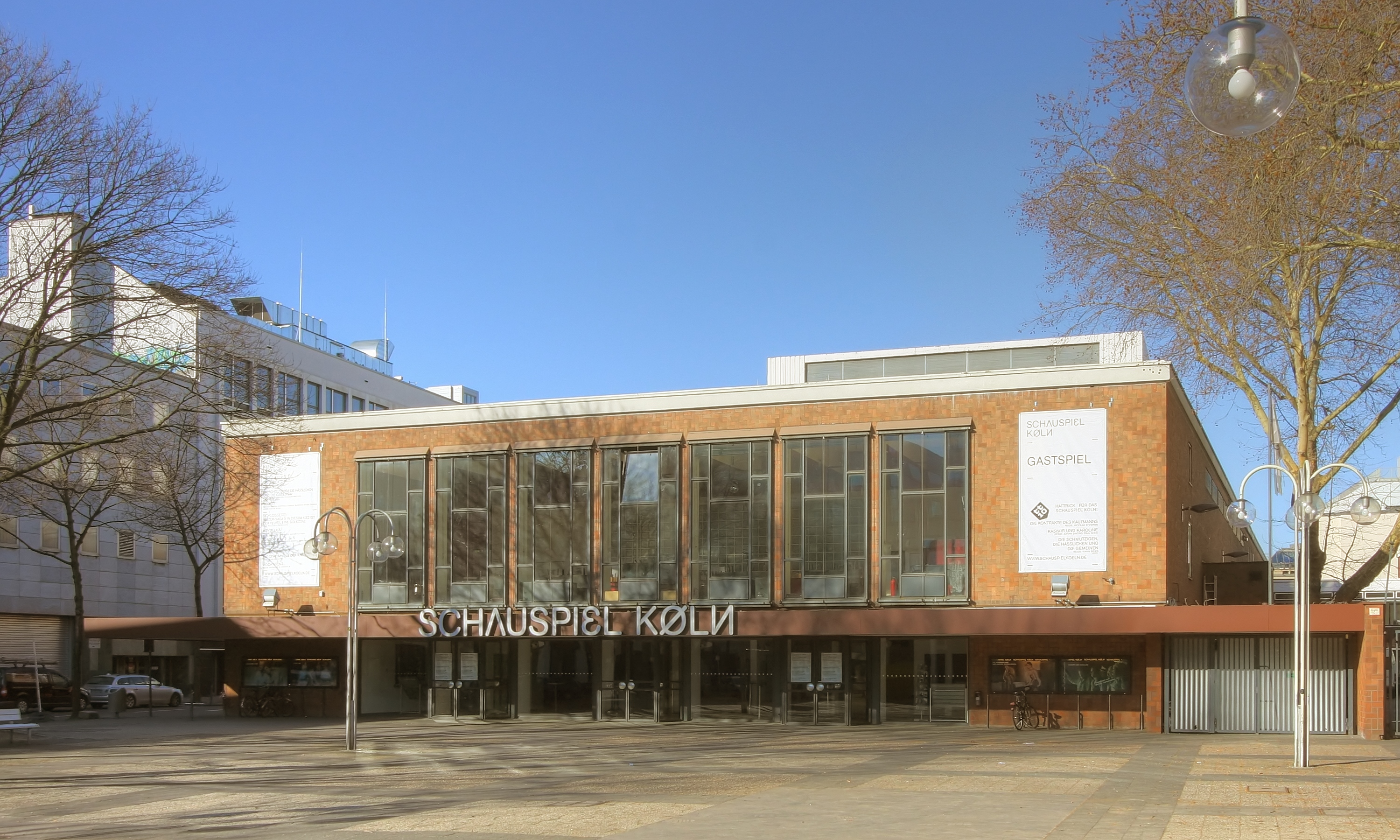
Schauspiel Köln
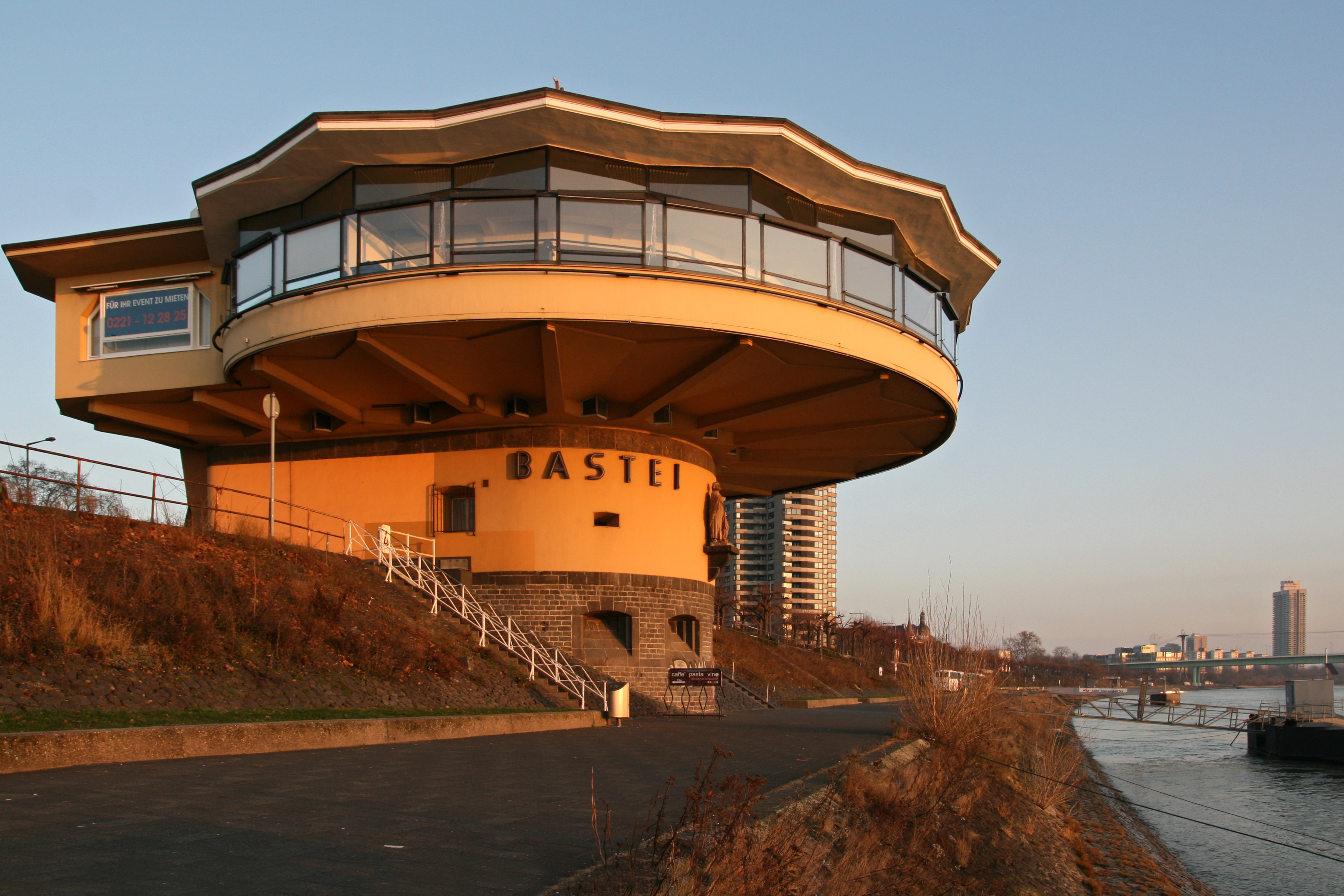
Restaurant Bastei, Köln, Baujahr 1924

## Schriften
- Siedlung am Nordfriedhof. In: Wasmuths Monatshefte für Baukunst. Nr. 9, 1921, S. 286–297 (zlb.de).
- Vorschlag zu einer vorläufigen Bebauung des linksrheinischen Brückenkopfes in Köln. In: Wasmuths Monatshefte für Baukunst. Nr. 8, 1926, S. 317–318 (zlb.de).
- Pavillon der Kölnischen Zeitung. In: Wasmuths Monatshefte für Baukunst. Nr. 1, 1929, S. 30–31 (zlb.de).